# Sven Franck
Sven Franck, né en 1976 à Erlangen (Allemagne) est un homme politique français, membre de Volt Europa. De 2021 à 2023, il est co-président de ce parti avec Fabiola Conti et est élu tête de liste du parti Volt France aux élections européennes de 2024 en octobre 2023.

## Carrière
Sven Franck naît à Erlangen en 1976 et grandit à Bayreuth,. Après avoir obtenu son diplôme d'études secondaires, il étudie l'administration des affaires à l'Université de Ratisbonne de 1997 à 2002, avec une spécialisation en marketing, financement et gestion de l'innovation. Il étudie également l'administration des affaires à l'Université d'État de Murray de 1999 à 2000 et obtient une maîtrise. Après avoir terminé ses études, il travaille dans l'entreprise familiale de ses parents dans le secteur du maillot de bain de 2003 à 2009, avant de fonder une start-up dans le secteur informatique. En 2012, il s'installe à Lille et rejoint l'éditeur de logiciels open source Nexedi SA, où il travaille depuis en tant que chef de projet de projets de recherche et responsable marketing.

## Travail politique
Franck rejoint Volt France en 2018 « pour lutter contre le populisme et l'extrême droite ». En 2020, il se présente aux élections locales avec Volt au sein de l'alliance LilleVerte2020 avec EELV, Génération.s, Génération écologie et DiEM25 et est actif au collège politique du conseil d'arrondissement de 2020 à 2023. En 2021, il est élu coprésident du parti avec Fabiola Conti et devient la tête de liste des candidats aux élections européennes de 2024 en octobre 2023.

## Prises de positions politiques

### Union européenne
Afin de réduire la dépendance de l'Union européenne à l'égard de ses États membres, il prône la mise à disposition d'options de financement indépendantes pour les institutions européennes et suggère diverses options telles qu'un impôt sur les sociétés, une surtaxe de solidarité européenne sur le modèle allemand ou une taxe carbone basée sur le modèle français.
Le siège de la France au Conseil de sécurité des Nations unies doit être cédé à moyen terme à l'UE afin qu'elle puisse être sur un pied d'égalité avec les États-Unis, la Russie et la Chine.  

### Politique numérique
Il s'engage pour les solutions open source dans le domaine de la digitalisation. Il y voit une condition préalable à l'interopérabilité. Il voit le développement de l'intelligence artificielle comme une opportunité de traductions en temps réel, afin que chacun puisse conserver sa langue maternelle dans les échanges internationaux et ainsi préserver la richesse linguistique.
Il est membre du conseil d'administration de l'association pour le jumelage de villes entre Lille, Cologne et Erfurt.